# Tommy Hindley
Thomas Valentine Hindley (* 20. Juni 1947 in Hackney; † 18. September 2013), genannt Tommy Hindley, war ein englischer Sportfotograf. Er wurde bekannt durch seine Bilder von Grand-Slam-Tennisturnieren. Er fotografierte bei den Olympischen Spielen von 1980 bis 2012. Regelmäßig nahm er auch als Fotoberichterstatter bei Fußball-Weltmeisterschaften teil. Seine Bilder erschienen im Guardian, im Observer und in vielen anderen Publikationen. Eine ständige Ausstellung seiner Bilder ist im All England Lawn Tennis and Croquet Club zu sehen.

## Leben
Tommy Hindley war das einzige Kind von Thomas und Catherine Hindley. Als Kind musste er sich, seinen eigenen Worten zufolge, selbst durchschlagen. Sein Vater hatte Tuberkulose und seine Mutter musste lange in der Textilfabrik arbeiten, um die Familie durchzubringen. Er lernte früh, sich durchzusetzen – auf dem Fußballplatz, und gegen die Jugendbanden aus dem benachbarten Tottenham. Später behauptete er sich auch gegen Stars wie John McEnroe. Als dieser bei den French Open 1983 gegen eines seiner Objektive kickte, schrie Hindley ihn an: „You cannot be serious, John!“ – „Das ist nicht dein Ernst, John!“
Nach seiner Schulausbildung an der Lordship Lane secondary modern school arbeitete Hindley bei Zeitungshäusern in der Fleet Street als Bote. Eines Tages fragte er kühn in einem der Redaktionsbüros nach Arbeit als Fotograf. Man sagte im höflich, dass er wiederkommen solle, wenn er dazu fähig sei. Er belegte Abendkurse am London College of Printing, dem heutigen London College of Communication. Seine Partnerin Jan, die einen gutbezahlten Job in der City hatte, bestritt seine Kosten und fuhr ihn in ihrem Mini zu seinen Terminen. In den 1970er Jahren bekam er erste Aufträge von den großen englischen Zeitungen, unter ihnen der Guardian. Bald wurde er bekannt dafür, dass er nachts, kurz vor Redaktionsschluss, seine Bilder von lokalen Sportereignissen persönlich einreichte. Draußen auf der Straße wartete seine Partnerin im Mini mit laufendem Motor und fuhr ihn von Pressehaus zu Pressehaus. 1981 heiratete das Paar.
Einige Zeit war er der offizielle Fotograf von Tottenham Hotspur, bevor er freiberuflich für den Observer arbeitete. 1977 gründete er seine eigene Agentur Professional Sport; diese gewann seitdem viele Preise. Er sicherte sich hochdotierte Kontrakte mit der Lawn Tennis Association und dem All England Lawn Tennis and Croquet Club.
Berühmt wurde seine ergreifende Aufnahme von der Hillsborough-Katastrophe 1989, die die Opfer zeigte, aufgereiht auf dem Rasen liegend. Sie erschien am folgenden Tag auf der Titelseite des Observer. Bei den Olympischen Spielen 1996 erschien seine Aufnahme der britischen Goldmedaillengewinnerin Kelly Holmes auf den Titelseiten vieler Zeitungen. Ein weiterer Höhepunkt in seinem Berufsleben waren die Olympischen Spiele 2012 in seiner Heimatstadt London. Auch von diesem Ereignis erschienen viel beachtete Bilder von ihm in den Zeitungen.
Tommy Hindley starb am 18. September 2013 an einem Hirntumor. Er hinterließ seine Frau Jan und die gemeinsamen Kinder Julia, Faye, und Giles.